# Maison de la Chancellerie (Blois)
Pour les articles homonymes, voir Maison de la Chancellerie et Maison de la Chancellerie (Loches).
Ne doit pas être confondu avec Hôtel Viart.
La maison de la Chancellerie, aussi appelée hôtel de la Chancellerie du Présidial ou plus communément la Chancellerie est un bâtiment situé à Blois (Loir-et-Cher), en France. Il est classé aux monuments historiques.

## Localisation
La maison de la Chancellerie blésoise se trouve à l'angle de la rue du Lion-Ferré et de la rue Chemonton, à la pointe ouest du quartier historique du Puits-Châtel.

## Historique
Construite au XVIe siècle, cette maison doit son nom à son ancienne fonction en tant que chancellerie du Présidial, où étaient scellées les sentences et autres actes de juridiction. Une sculpture représentant la Justice avec ses attributs (glaive et balance) ornait autrefois la façade au-dessus de la porte. La charpente du XVIe siècle, dite à la Philibert Delorme, est remarquable par son assemblage de planches à clavettes.

## Architecture
La maison de la Chancellerie présente une architecture élégante, avec une tourelle d'escalier à pans coupés à droite de la façade sur cour. L'intérieur comprend une galerie donnant sur une terrasse et un vestibule d'entrée avec des voûtes d'ogives et des voûtes cintrées, ajoutant à son charme.

## Patrimonialité

### Protection et label
Inscrit au titre des Monuments historiques depuis 1930 pour la charpente et 1946 pour la façade, la maison de la Chancellerie est reconnue pour son importance historique et architecturale. Cette protection vise à préserver cet édifice remarquable pour les générations futures. Un arrêté d'inscription du 19 décembre 2022 se substitue aux arrêtés d'inscription précédents. Puis un arrêté de classement du 13 octobre 2023 de la maison en totalité se substitue à cet arrêté d'inscription.

### Statut juridique
La maison de la Chancellerie est actuellement la propriété privée de la commune de Blois, assurant ainsi sa préservation et sa gestion dans l'intérêt collectif et patrimonial de la ville.